# Бекдорф (Шлезвіг-Гольштейн)
Бекдорф (нім. Bekdorf) — громада в Німеччині, розташована в землі Шлезвіг-Гольштейн. Входить до складу району Штайнбург. Складова частина об'єднання громад Ітцего-Ланд.
Площа — 1,7 км2. Населення становить 102 ос. (станом на 31 грудня 2020).